# Ouazguita
Ouazguita  (in arabo وزكيطة‎?) è un centro abitato e comune rurale del Marocco situato nella provincia di Al Haouz, regione di Marrakech-Safi. Conta una popolazione di 5 440 abitanti (censimento 2014).